# Honda Accord 9
Honda Accord 9 (заводський індекс CR/CT) — дев'яте покоління Honda Accord.

## Опис

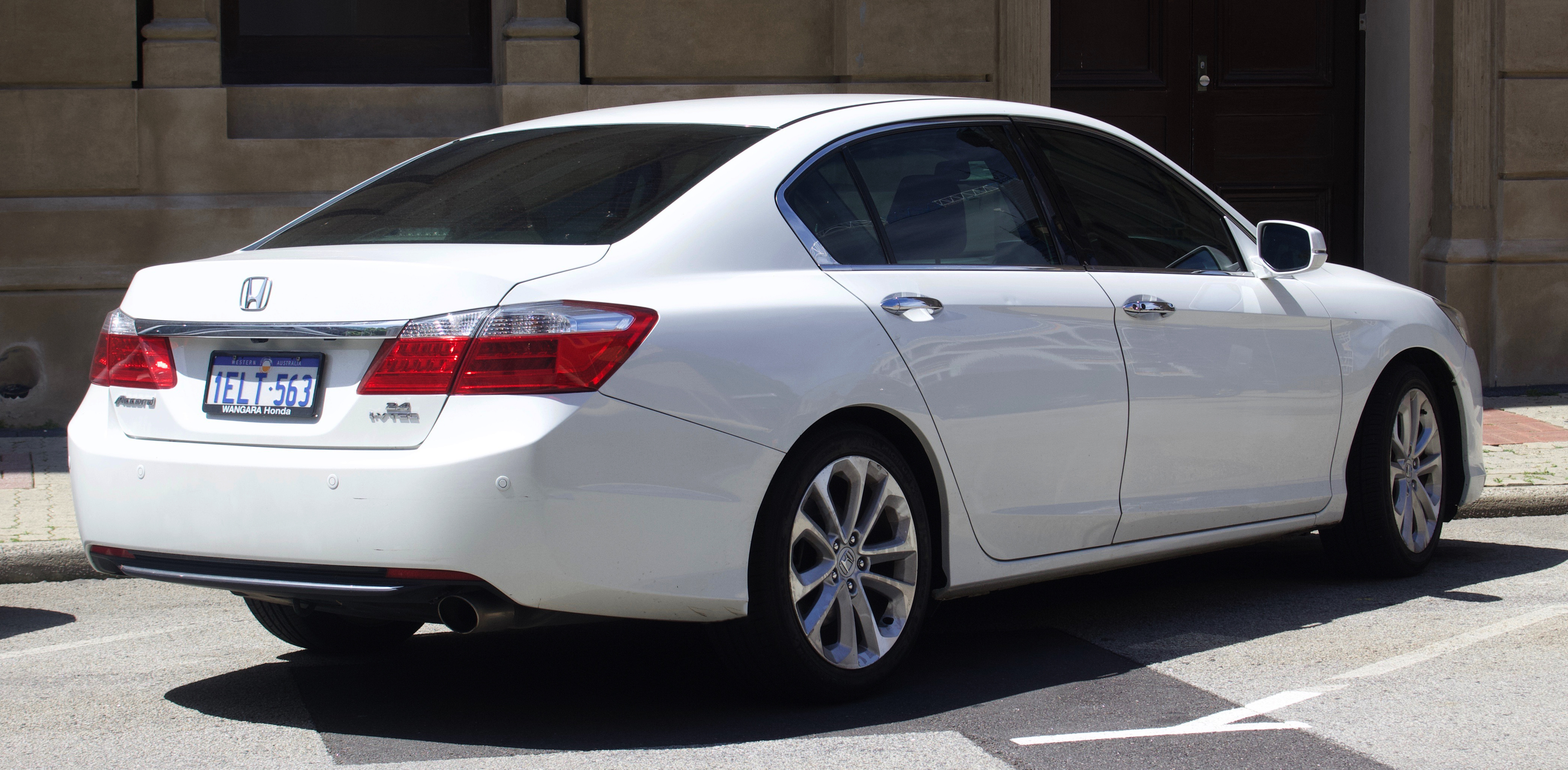
Honda Accord 9 (2012-2015)

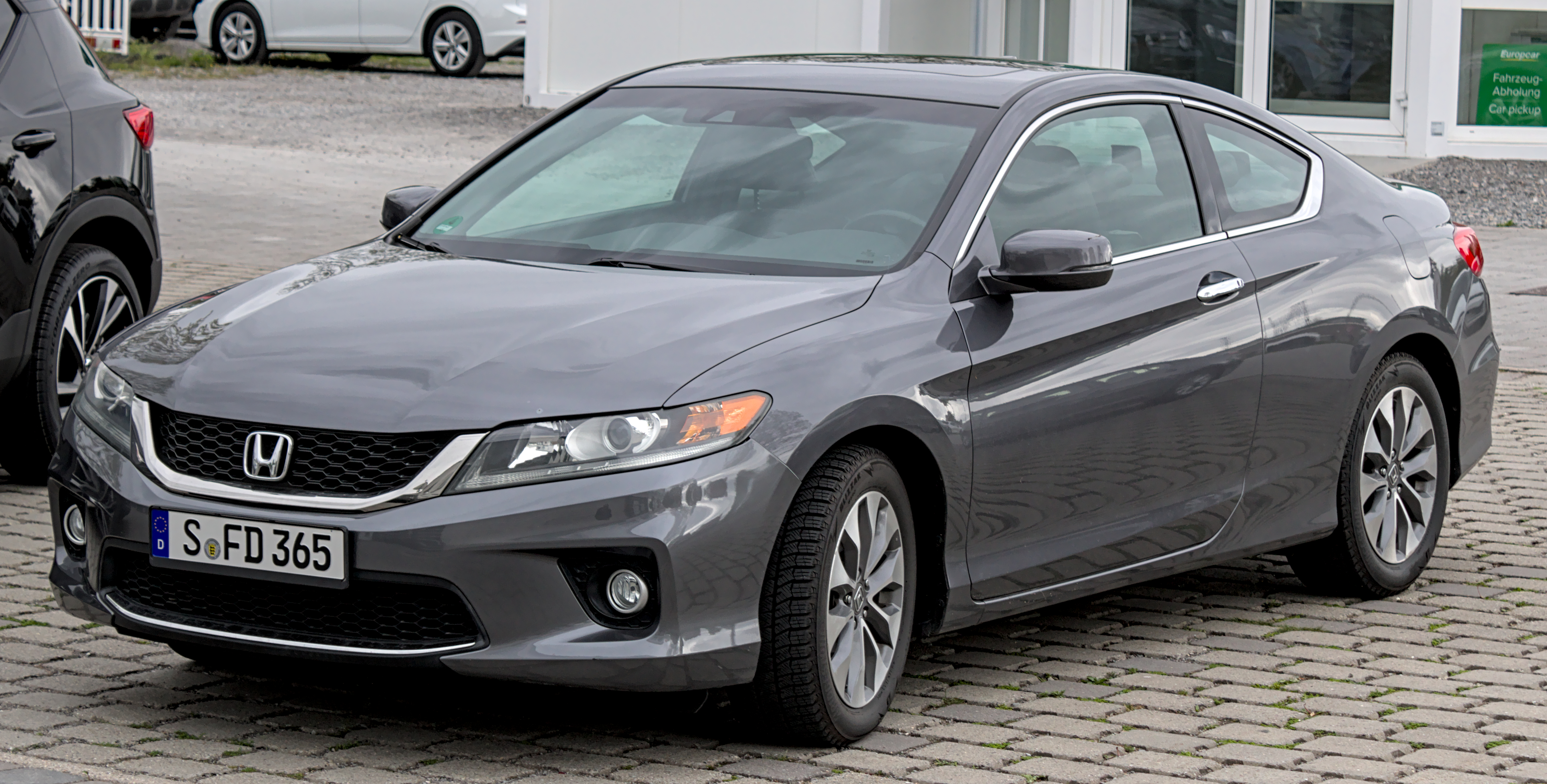
Honda Accord Coupe

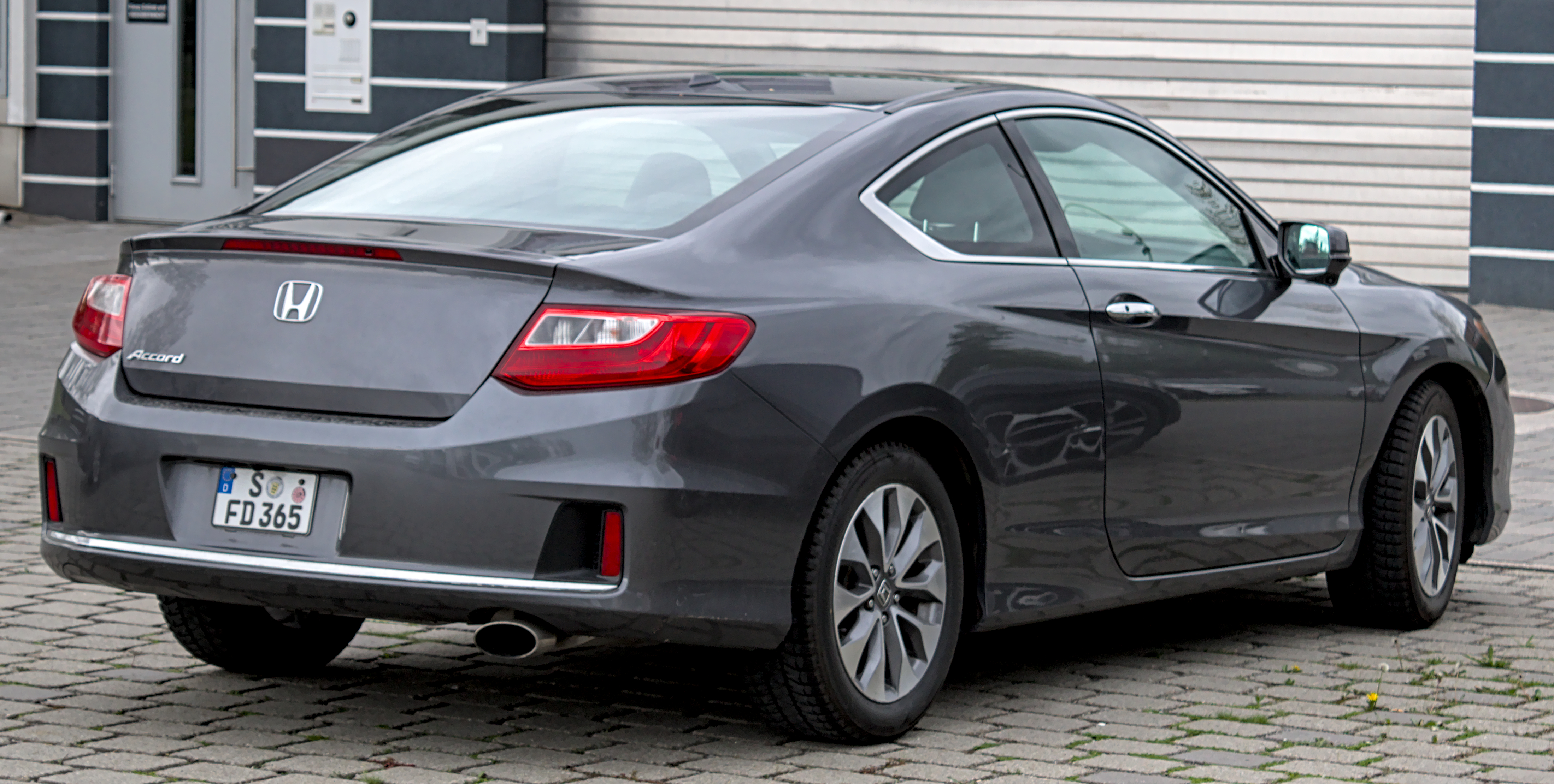
Honda Accord Coupe

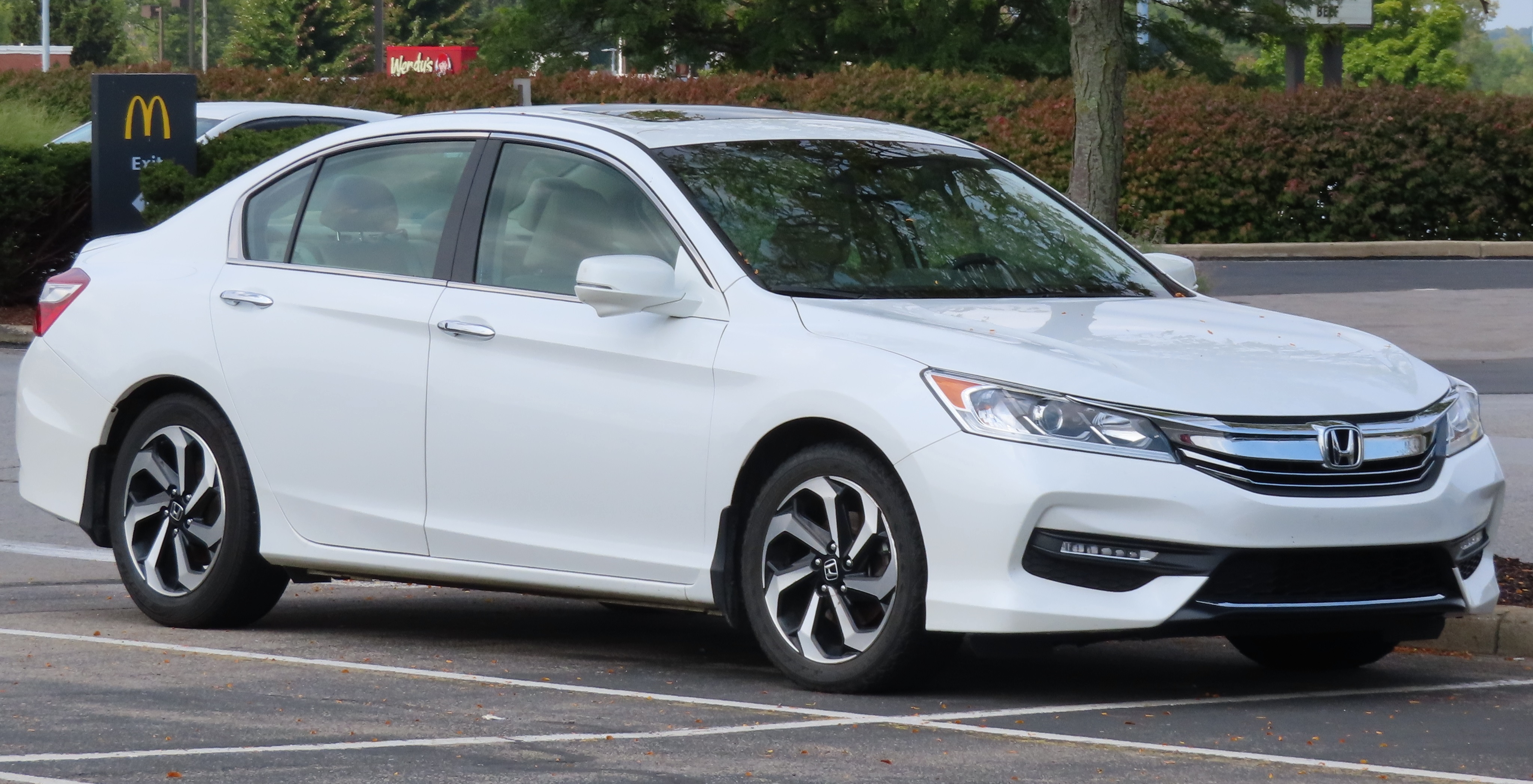
Honda Accord 9 (2015-2017)

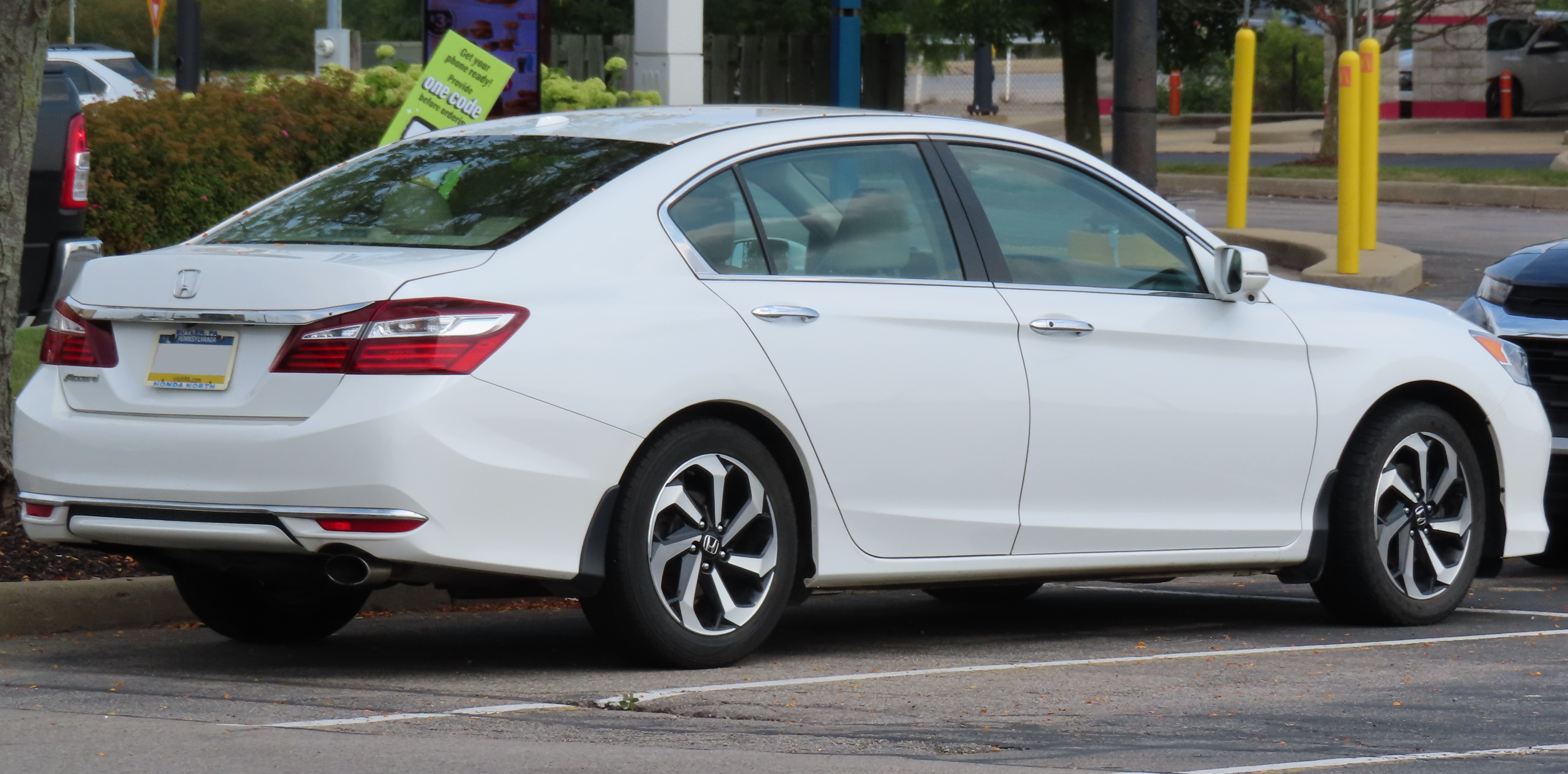
Honda Accord 9 (2015-2017)

Honda Accord Coupe Concept показали на Північноамериканському міжнародному автосалоні в Детройті в 2012 році. У серпні 2012 року компанія випустила початкову партію автомобілів дев'ятого покоління в кузові седан. Серійні версії седана (CR) і купе (CT) були офіційно оприлюднені на початку вересня 2012 року. Accord седан надійшов у продаж 19 вересня 2012 року в Сполучених Штатах, з купе після 15 жовтня. Відповідні дати початку продажів в Канаді для седана і купе 24 вересня 2012 і 1 листопада 2012, відповідно.

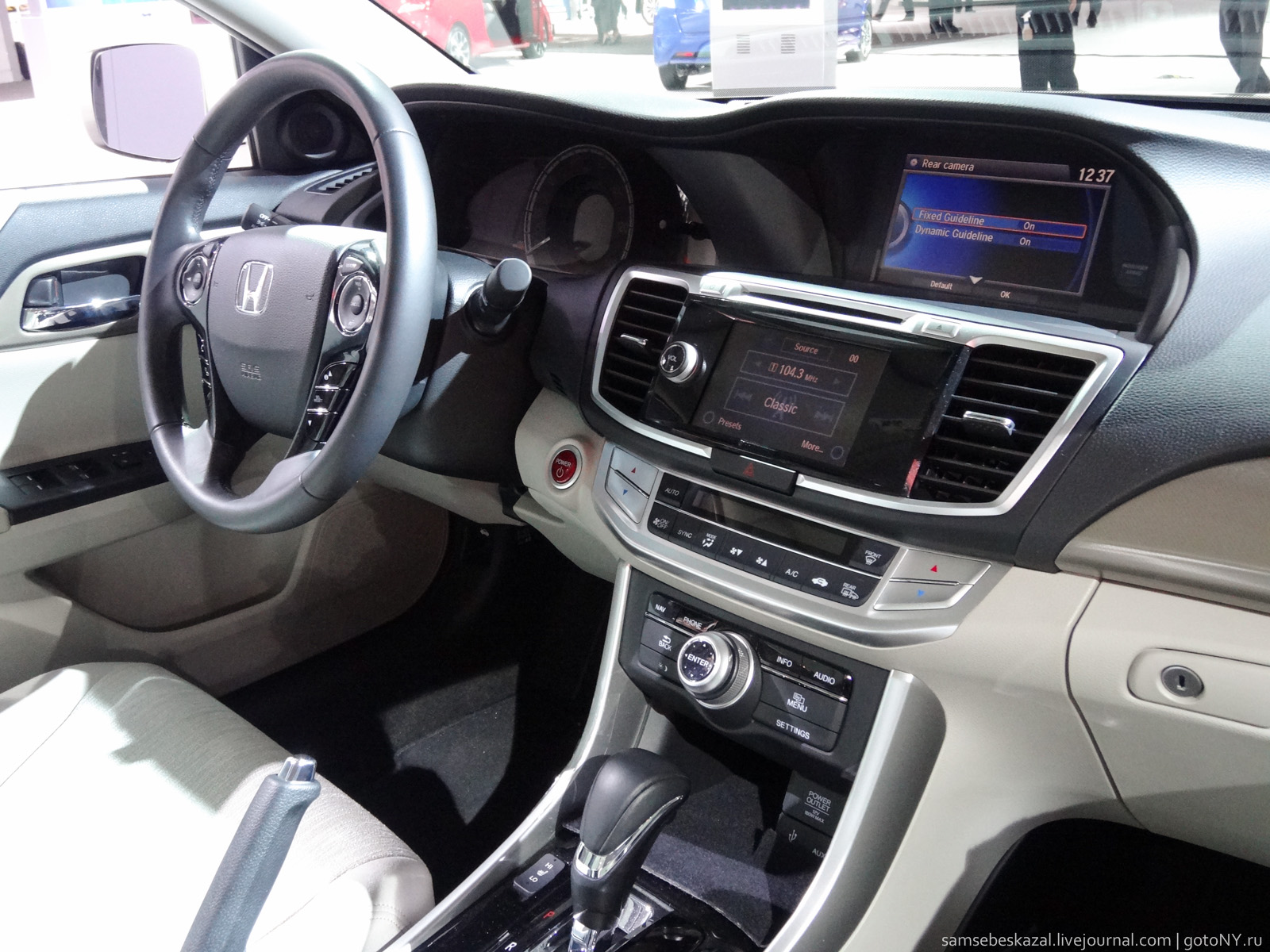

Підвіска Accord: попереду - стійки Макферсон, ззаду - багатоважільна конструкція. Для придушення крену в амортизаторах застосовані більш жорсткі пружини відбою. Для кращого поглинання вібрацій від безпружинних мас резинові втулки сайлент-блоків в передній підвісці замінені наповненими рідиною. Це значно поліпшило стабільність водіння. Поліпшено також аеродинамічні характеристики моделі, щоб додатково звести до мінімуму витрати палива.
Модель не продавалась на європейському ринку через низьку рентабельність.
У Accord 9 пропонується в комплектаціях Elegance, Sport, Executive і Premium. Уже в базовій комплектації Elegance седан має двозонний клімат-контроль, систему доступу без ключа, запуск двигуна з кнопки, передні сидіння з підігрівом, омивач фар, 8-дюймовий кольоровий дисплей, а також сенсорний екран управління аудіосистемою ODMD, CD / MP3-аудіосистему з 6 динаміками і кнопками управління на кермі, USB-роз'єм, круїз-контроль, датчик дощу і світла, імпульсні електросклопідйомники всіх дверей, дзеркала з електроприводом (в т.ч. складання) і обігрівом, протитуманні фари. У комплектації Sport пропонуються світлодіодні фари з денними ходовими вогнями, аудіосистема з 7 динаміками і сабвуфером, спойлер, декоративні елементи інтер'єру, червоне підсвічування приладів, дзеркало заднього виду з автозатемненням, підрульові пелюстки перемикання передач, 18-дюймові алюмінієві диски, а також спеціально налаштована спортивна підвіска . У версії Executive автомобіль отримує додатково шкіряний салон, люк, електропривод передніх сидінь, підігрів задніх сидінь, парктронік, камеру заднього виду, декоративні накладки «Гіпс», навігаційну систему. Топова комплектація Premium додатково оснащена функцією запам'ятовування положення крісла водія, сонцезахисними шторками задніх вікон, АКБ збільшеної місткості і адаптивним круїз-контролем (ACC).
У перших трьох варіантах комплектацій пропонується 2,4-літровий мотор i-VTEC (180 к.с.) з 5-ступінчастим «автоматом». У комплектації Sport можна замовити і 6-ступінчасту МКПП - втім, це єдиний варіант з «механікою». Найпотужнішою в лінійці нового Accord є версія з 3,5-літровим V6 i-VTEC (280 к.с.) - її можна придбати тільки в комплектації Premium з 6-ступінчастою АКП. Обидва силові агрегати нової серії Earth Dream Technologies здатні працювати на паливі АІ-92. Двигун V6 також має систему деактивації частини циліндрів при малих навантаженнях. Завдяки цьому досягається висока економія палива.
У 2014 році відбувся рестайлінг, але лише машин для російського і китайського ринків. Переробці піддалися решітка радіатора, бампери і випускні патрубки, в салоні з'явилися нові сидіння і обладнання. Але важливіше те, що хондовці переглянули моторну гамму на Акордах для Росії. Вони додали дволітровий агрегат (150 сил) і замінили двигун V6 3.5 249-сильним 3.0 літровим від китайської версії.
Влітку 2015 року оновлення спіткало і американський варіант. Від дореформеної машини новинка відрізняється підретушували бамперами, капотом, решіткою радіатора і ліхтарями. У салоні - нова мультимедійна система з семидюймовим сенсорним екраном і підтримкою Apple CarPlay і Android Auto, камера заднього виду, системи попередження фронтальних зіткнень і стеження за рядності руху, адаптивний круїз-контроль. Силові агрегати залишилися колишніми, і лише бензоелектричних модифікація додала в потужності (до 218 кінських сил).

### Hybrid

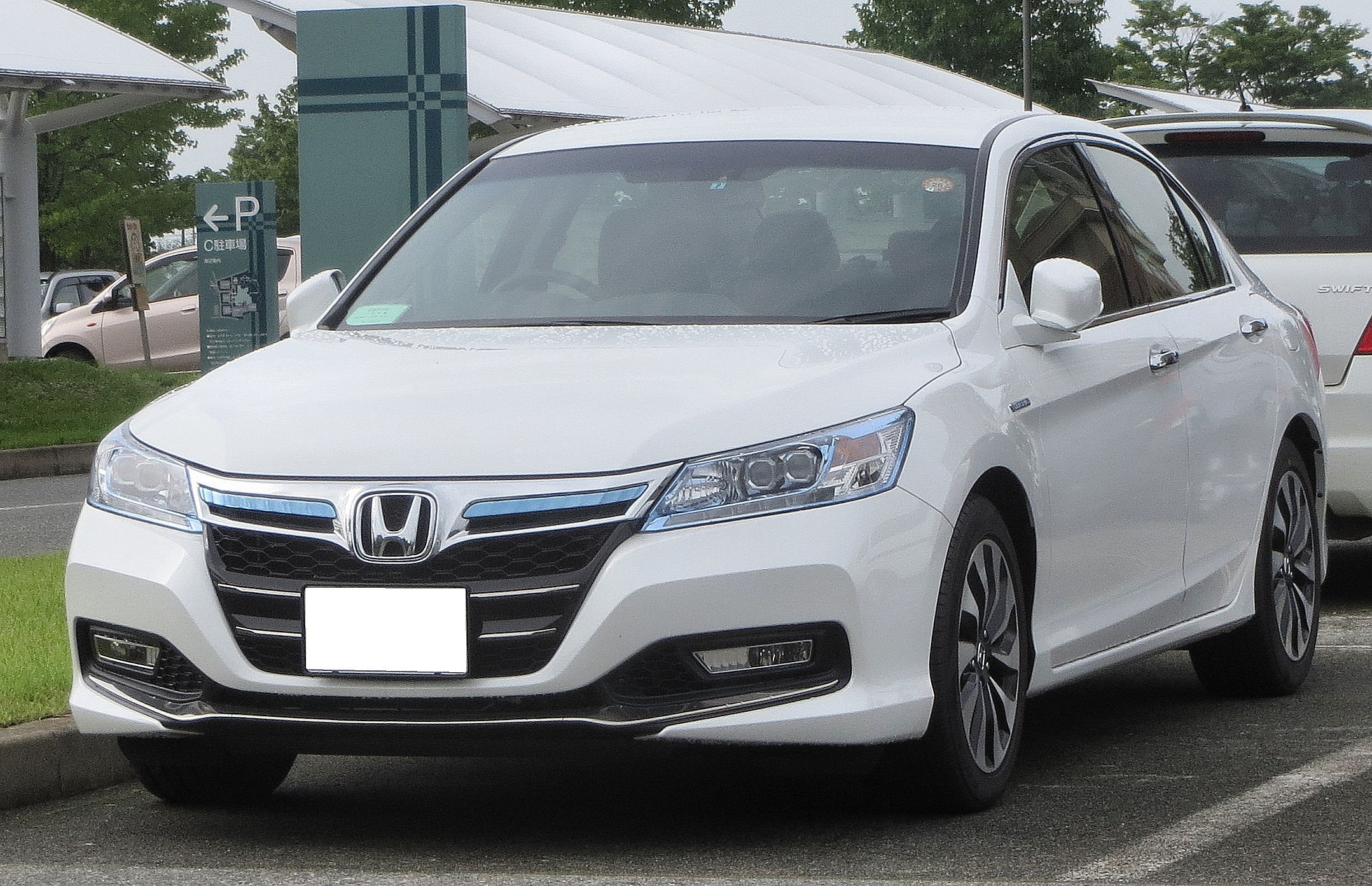
Honda Accord Hybrid

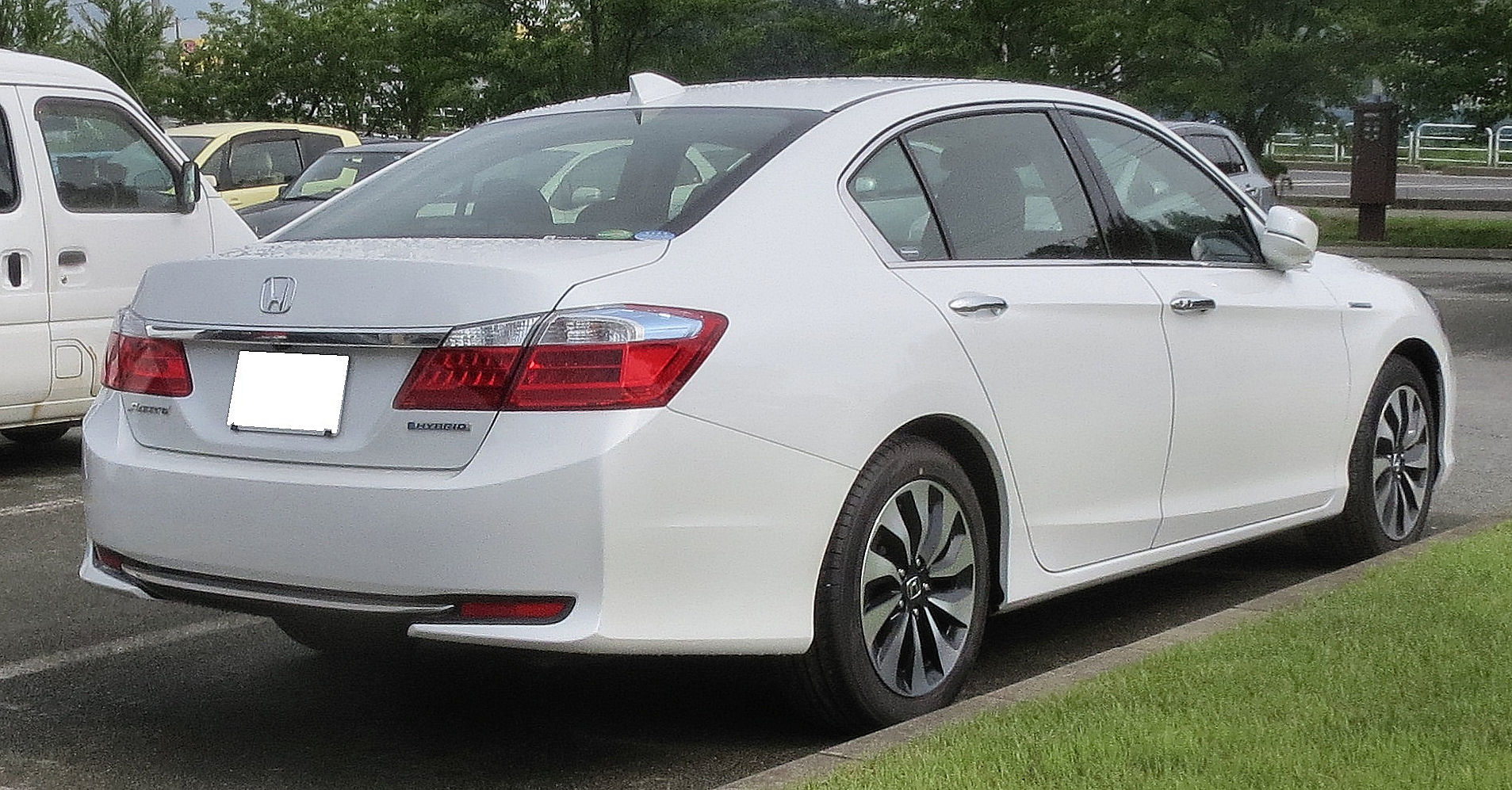
Honda Accord Hybrid

У той час як Honda Accord для ринку США є седан з об'ємними моторами, японська версія - це виключно гібридна модель. Точніше, дві моделі. Йдеться про модифікації Hybrid і PHEV (Plug-in Hybrid Electric Vehicle). У першому випадку це традиційний гібрид з паралельною роботою бензинового агрегату (143 к.с., цикл Аткінсона) разом з варіатором і електромотором (124 кВт). Живиться від літій-іонної батареї ємністю 6 кВтг. Accord Plug-in Hybrid, як випливає з назви, можна заряджати від електромережі. Виробнича версія гібридного Accord була продемонстрована в 2012 році на автосалоні в Лос-Анджелесі. У себе на батьківщині автомобіль надійшов у продаж в червні 2013 року, при цьому очікуваний прогноз реалізації був перевищений більш ніж в шість разів.
Бензиновий двигун на обох моделях один і той же, але електромотор версії Plug-in менш потужний (120 кВт), зате літій-іонна батарея використовується більшої місткості - 6,7 кВтг. Обидві версії мають інтелектуальну систему i-MMD, керуючу гібридними установками, і систему Honda ECO, зобов'язану допомагати у виборі оптимального режиму руху. Hybrid і PHEV можуть пересуватися на трьох видах тяги: бензинової, електричної та змішаної. Але за рахунок того, що Plug-in можна заряджати від розетки, його витрата в перерахунку на кіловати оцінюється в 1,7 л/100 км проти 3,3 л/100 км у звичайного гібрида. Для його успішної експлуатації досить своєчасно відновлювати батарею і повністю відмовитися від ДВС. Пробіг на електриці у Accord PHEV досягає 16-24 км, повна зарядка займає 4 години (при 120V) або 1,5 години (240V).

### Двигуни
| Двигун                    | Об'єм [см³] | Тип двигуна           | Код двигуна | Потужність [к.с.] при об/хв | Крутний момент [Нм] при об/хв | Розгін 0-100 км/год [с] | Макс. швидкість [км/год] |            |            |
| Бензинові:                | Бензинові:  | Бензинові:            | Бензинові:  | Бензинові:                  | Бензинові:                    | Бензинові:              | Бензинові:               | Бензинові: | Бензинові: |
| ------------------------- | ----------- | --------------------- | ----------- | --------------------------- | ----------------------------- | ----------------------- | ------------------------ | ---------- | ---------- |
| 2.0 i-VTEC                | 1997        | I4                    | R20A3       | 155/6500                    | 190/4300                      | 11,7                    | 200                      |            |            |
| 2.4 i-VTEC                | 2356        | I4                    | K24W        | 188/6400                    | 245/3900                      | 9,4–9,5                 | 210                      |            |            |
| 3.0 i-VTEC                | 2997        | V6                    | J30A5       | 249/6000                    | 297/5500                      | 8,1                     | 230                      |            |            |
| 3.5 i-VTEC                | 3471        | V6                    | J35Y2/J35Y3 | 280/6200                    | 342/4900                      | 7,2                     | 230                      |            |            |
| Гібрид:                   |             |                       |             |                             |                               |                         |                          |            |            |
| 2.0 i-VTEC I4 PGM-Fi DOHC | 1993        | I4 + 2 електродвигуни | LFA1        | 215                         | 315                           | 8,5                     | 220                      |            |            |